# Juventino Rosas Cadenas
José Juventino Policarpo Rosas Cadenas (Santa Cruz de Galeana, nu: Santa Cruz de Juventino Rosas, (Guanajuato), 25 januari 1868 – Batabanó (La Habana), 9 juli 1894) was een Mexicaans componist, dirigent, violist en trombonist. Hij was de zoon van Jesús Rosas en zijn echtgenote Paula Cadenas.

## Levensloop
Rosas Cadenas werd op 26 januari 1868 in de kerk van Santa Cruz de Galeana gedoopt. In juli 1875 vertrok de familie naar Mexico om de inkomsten van de familie te verbeteren. In deze tijd is hij al begonnen viool te spelen. In 1878 vormde zijn vader Don Jesús (harp) samen met zijn broer (gitaar) en Juventino (viool) een trio en zij zorgden voor betere inkomsten van het gezin. Zij speelden ook op feestelijkheden in de buurt en in de regio. Daarnaast zong Juventino in het kerkkoor mee. In het begin van de jaren 1880 speelde hij ook in de dansorkesten van de Hermanos Elvira en de Hermanos Aguirre mee.
In de jaren 1884/1885 en 1888 begon hij met muziekstudies aan het Conservatorio Nacional de Música in Mexico-Stad. Zijn leraren waren de directeur Dr. Alfredo Bablot (viool), Cornelio José Camacho (solfège) en Maximino Valle (muziektheorie). Maar om financiële redenen moest hij deze studies na een bepaalde tijd weer afbreken en het conservatorium verlaten zonder een diploma te behalen. Ook de tijdelijke steun door de rijke familie Gutiérrez de Alfaro kon de financieel slechte situatie maar kort verlichten. Zijn leven lang verkeerde Rosas in financieel kommervolle omstandigheden, alhoewel hij met zijn composities voor lichte muziek succes oogstte. Zijn werken werden bij de uitgeverij Wagner y Levien in Mexico-Stad, Nagel Sucesores in Mexico-Stad en bij Hofmeister in Leipzig gepubliceerd. Alleen zijn bekendste werk, de wals Sobre las Olas uit 1885, kende tot 1894 vier heruitgaven.
In 1890/1891 werd hij als trombonist lid van de Militaire muziekkapel van het 4e cavalerie-regiment te Mexico-Stad en daarmee begon zijn rondreizen. In 1891 werd hij trombonist in de militaire kapel van het Bataljon in Morelia (Michoacán de Ocampo) en aan het einde van 1892 in een militaire kapel in de hoofdstad Monterrey van de Mexicaanse deelstaat Nuevo León. In Monterrey werd hij in het begin van 1893 zowel vioolsolist als cornetsolist van het reizende Orquesta Típica Mexicana. Dit orkest maakte een concertreis door de Verenigde Staten. Er werden optredens gegeven in Laredo (Texas), Corpus Christi (Texas) en tijdens de Wereldtentoonstelling van 1893 in Chicago (World's Columbian Exposition (1893)). In Chicago trad hij zowel als vioolsolist als als cornetsolist op en hij werd als componist met vier gouden medailles, een erediploma en met de titel "Profesor de Composición de Mérito" onderscheiden.
Vanaf 1894 was hij met een Italiaans-Mexicaans muziekgroep op concertreis door Cuba. Tijdens deze reis bleef hij ernstig ziek in Surgidero de Batabanó achter, waar hij op 26-jarige leeftijd overleed aan de gevolgen van Myelitis espinal (ontsteking van het ruggenmerg). In 1909 vond er een opgraving plaats en werden zijn stoffelijke resten naar Mexico-Stad gebracht. In 1939 werd hij opnieuw opgegraven en in de zogenoemde Rotonda de Hombres Ilustres begraven.
Rosas schreef 92 werken, waarvan er 33 gepubliceerd werden en zo bewaard bleven. De manuscripten zijn met uitzondering van El espirituano alle verloren gegaan. De 33 bewaard gebleven werken zijn door de Mexicaanse pianiste Nadia Stankovitch op het label Prodisc in de serie Clasicos Mexicanos onder de titel "Juventino Rosas: Obras para piano" op twee CD's opgenomen (Prodisc SDX21017 en SDX 27102).

## Composities

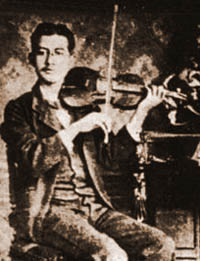
Juventino Rosas Cadenas viool spelend ca. 1890

### Walsen
- 1885 Sobre las olas
- 1886 Ensueño Seductor
- 1888 Dos pensamientos
- 1888 Carmen
- 1888-1891 Eva
- 1890 Amelia
- 1890 Aurora
- 1890 Ilusiones juveniles
- 1892 Josefina
- 1893 Flores de margarita
- 1893 Soledad
- Tres danzas

### Polkas
- 1888 La cantinera
- 1890 Carmela
- 1891 Ojos negros
- 1893 Flores de México

### Mazurkas
- 1888 Acuérdate
- 1888 Lejos de ti
- 1890 Juanita
- 1899 Último adiós

### Schottische
- 1888 El sueño de las flores
- 1888 Floricultura-Schottisch
- 1888 Lazos de amor
- 1888 Julia
- 1890 Salud y pesetas
- 1892 Juventa
- 1894 El espirituano

### Danzas
- 1888 A Lupe
- 1888 En el casino
- 1888 Juanita
- 1888 No me acuerdo
- 1888 ¡Qué bueno!
- 1888 ¿Y para qué?
- 1893 Flores de Romana